# Igreja de Santa Hildegarda e São Rupert
A Igreja de Santa Hildegarda e São Rupert é um templo católico da Alemanha, localizado em Bingerbrück. Está dedicado a Santa Hildegarda de Bingen e São Rupert de Bingen.
Foi construída entre 1890 e 1892 com um projeto de Carl Rüdell e Richard Odenthal, seguindo um estilo neo-românico. Foi danificada na II Guerra Mundial e recuperada em 1950, e seu interior é decorado com esculturas em alto-relevo ilustrando as vidas dos santos padroeiros.